# Colopisthus cavalier
Colopisthus cavalier är en kräftdjursart som beskrevs av Moore och Brusca 2003. Colopisthus cavalier ingår i släktet Colopisthus och familjen Cirolanidae. Inga underarter finns listade i Catalogue of Life.